# توسل بالمرجعية
التوسل بالمرجعية (بالإنجليزية: argument from authority أو appeal to authority) هي مغالطة منطقية وأحد صور الحجج في المنطق، وهي عبارة عن استغلال اسم مشهور أو مرجعية معروفة والزج بأسمه كحجة لدعم رأي ما، أو استغلال تأثيره ومكانته، أو الاستعانة برأي شخص مشهور في مجال ما لدعم موضوع في مجال أخر، مثل الاستعانة برأي فنان شهير في مسألة علمية أو رأي علماء فلك في مسألة اقتصادية، التوسل بالمرجعية هو أحد صور المغالطات على الرغم من أنه يُستخدم كصورة مفحمة عندما يتفق كل أطراف الجدال على مصداقية المرجع في السياق.

## الأنواع

### التوسل بالمرجعية
تاريخيا، انقسمت الآراء حول التوسل بالمرجعية، لذا تبدو كأحد أنواع الحجة السليمة حيث نجدها كأحد أنواع المغالطات المنطقية في العديد من المصادر، كما اعتبرها البعض حجة قوية لها «قوة شرعية» بينما اعتبرها الآخرون مغالطة واضحة وضعيفة والتي عندما تتعارض الحقائق «لا بد من تجنب استخدام التوسل بالمرجعية فقط».
إذا اتفقت كل أطراف الجدال على مصداقية المرجعية في السياق، يمثل التوسل بالمرجعية هنا حجة استقراء سليمة.

### الاستخدام في العلم
تتأسس المعرفة العلمية على الدليل والتجربة وليس على التوسل بالمرجعية حيث أن المرجعية لا مكان لها في العلم. كتب كارل ساغان عن التوسل بالمرجعية:
أحد أمثلة استخدام التوسل بالمرجعية في العلم حدثت في 1923 عندما أعلن عالم الحيوان الأمريكي البارز تيوفيلوس بينتر –بناء على بيانات ضعيفة وملاحظات متضاربة كان قد قام بها- أن البشر يمتلكون 24 زوجا من الكروموسومات. منذ العشرينات وحتى الخمسينات، ظل الأمر مستمرا بناء على مرجعية بينتر، على الرغم من أن عمليات العد التالية صححت العدد ليصبح 23 زوجا. حتى الكتب العلمية التي احتوت على صورا تُظهر 23 زوجا أعلنت بصورة خاطئة أن العدد هو 24 بناء عى مرجعية بينتر أنها 24.
على ما يبدو فقد أسس هذا لخلق انحياز تأكيدي بين الباحثين حيث سعى اختصاصيو علم الخلايا لتوقعهم اكتشاف عدد بينتر والذين فعلوا ذلك دائما. كان تأثير بينتر كبيرا لدرجة أن الكثير من العلماء فضلوا أن يصدقوا هذا العدد بدلا من الدليل الفعلي، بينما عدل العلماء بياناتهم أو حذفوها لتتوافق مع عدد بينتر.
أحد الأمثلة الحديثة هي الورقة البحثية بعنوان «عندما يغير الاتصال العقول: تجربة على إرسال الدعم لمساواة المثليين». كانت الورقة خدعة مبنية على بيانات زائفة، إلا أنه تم تجاهل المشاكل حيالها في العديد من الحالات بسبب التوسل بالمرجعية. أحد تحليلات العمل لاحظت أن «مرة بعد مرة، في المجتمع العلمي وفي وسائل الإنتاج الإعلامي، تم التعامل مع نتائج لاكور المستحيلة على أنها حقائق، جزئيا بسبب ثقل الاسم الذي يحمله غرين». أعلن أحد علماء النفس رد فعله على الورقة قائلا «إن هذا مفاجئ جدا ولا يتناسب أبدا مع أدبيات الدليل. الأمر لا يبدو معقولا لي.. ثم أنظر إلى دون غرين كمؤلف والذي أثق فيه بشكل كامل، لذا فأنا غير متشكك بعد الآن». استخدم المخادع (لاكور) التوسل بالمرجعية أيضا للدفاع عن بحثه: «إذا بدا أن ردوده تفتقد أحيانا إلى العمق عندما تم الضغط عليه من أجل المزيد من التفاصيل، إلا أن علاقاته المذهلة كثيرا ما خففت المخاوف». كما أعلن أحد أصدقائه قائلا «عندما نختلف أنا وهو معا، فإنه عادة ما يعتمد على حجج يقوم فيها بالتوسل بالمرجعية، صحيح؟ إنه شخص مدرب جيدا كما أن مستشاره يمتلك الكثير من القوة وهو شخص ذو خبرة كبيرة... وهما يعرفان أكثر منا بكثير».
تماما مثل عدد الكروموسومات الخاطئ والذي استغرق عد عقود لدحضه عندما جعل المجهر الخطأ واضحا، فإن الشخص الذي دحض هذه الورقة «كان أصدقاؤه وناصحوه يخبرونه باستمرار أن يصمت بخصوص شكوكه حتى لا يكتسب سمعة سيئة بأنه مثير للمشاكل».

### التوسل بغير المرجعية
الحجج الخاطئة من المجتمع كثيرا أيضا ما تكون نتيجة للتوسل بغير المرجعية كمرجعية. أحد أمثلة مغالطة التوسل بمرجعية في مجال مختلف هو الاستشهاد بألبرت أينشتاين كمرجعية لتحديد الدين بينما كان مجال دراسته وبحثه هي الفيزياء. قد لا يرحب المؤلفون المُشار إليهم أنفسهم بالاستشهاد بهم، مثل الحملة الإعلانية لسيجار كاميل تحت عنوان «الكثير من الأطباء يدخنون كاميل».
صورة أخرى من مغالطة الشخصنة هي الجدال بأن شخصا ما تفتقد عباراته المرجعية وبالتالي فإن حججه لا تستحق الاهتمام بها. مثل التوسل بشخص يفتقد المرجعية، فإن هذه الحجج خاطئة بقدر خطأ التوسل بالمرجعية.
أحد صور الحجج الخاطئة الأخرى هي الافتراض بأن شخصا ما بدون سلطة يمتلك المصداقية. على سبيل المثال، التوسل بالفقر هي مغالطة فكرية بأن شخصا ما يكون أكثر مصداقية إذا كان فقيرا.عندما تتجه الحجة بأن الاستنتاج يميل إلى الصواب والدقة لأن أحدا ما يمتلك المرجعية أو يفتقد إليها، فهي مغالطة منطقية.

## الانحياز المعرفي
يعتمد التوسل بالمرجعية على فكرة أن المرجعية المتصورة لا بد من أنها تعرف أكثر وأنه على المرء أن يتكيف مع رأيها. لهذه الفكرة جذور في الانحياز المعرفي النفسي مثل تأثير آش. في أمثلة متكررة ومعدلة من تجارب تكيف آش، ظهر أن الأفراد المرموقين يخلقون إمكانية قوية للموافقة مع استنتاج خاطئ بوضوح، على الرغم من قدرته على ملاحظة أن الإجابة خاطئة.
بالإضافة إلى ذلك، تم اكتشاف أن البشر يُظهرون ضغطا شعوريا قويا يدفعهم للتكيف مع المرجعيات والمكانات العليا. عندما قام مجموعة من الباحثين بتكرار التجارب اكتشفوا أن «المشاركين أوردوا تقارير تفيد بوجود توتر واضح تحت ضغط المجموعة»، حيث تكيف 59% منهم على الأقل مرة ووافقوا على الإجابات الخاطئة بوضوح، في حين لم يقدموا هذه الإجابات الخاطئة عندما لم يكونوا تحت أي ضغط.
ألقت دراسة أخرى الضوء على الأساس النفسي للمغالطة وعلاقتها بالمرجعيات المتصورة كما في اختبار ملغرام، والذي أظهر أن الناس يميلون أكثر للتكيف مع شيء ما عندما يتم تقديمه من خلال مرجعية. في صورة أخرى من الدراسة عندما لم يلبس الباحثون معطف معمل وبالتالي قللوا تصور المرجعية، انخفضت معدلات الطاعة 20% من النسبة الأصلية والتي كانت أعلى من 50%. تساعد الطاعة بتذكير الفرد بما تتطلبه المرجعية المتصورة وبتذكيره بأن رأيه يعاكس المرجعية.
لاحظ الدارسون أيضا أن بعض البيئات المعينة قد تؤدي إلى موقف مثالي لحدوث هذه العمليات مما يؤدي إلى التفكير الجماعي. في التفكير الجماعي، يشعر الأفراد في المجموعة أنهم يميلون إلى تقليل الصراعات وتشجيع التكيف. من خلال التوسل بالمرجعية، قد يقدم أحد أعضاء المجموعة هذا الرأي كأمر مسلّم به ويشجع أعضاء المجموعة الآخرين على الدخول في تفكير جماعي من خلال عدم الاختلاف مع الرأي المطروح من خلال مرجعية. لاحظت ورقة بحثية عن فلسفة الرياضيات على سبيل المثال أن:
بيئات الشركات ضعيفة بصورة مماثلة للتوسل بالمرجعية المتصورة والخبراء الذين يقودون تفكير الجماعة، تماما مثل الحكومات والجيوش.